# Янгнояйяха
Янгнояйяха (устар. Янг-Нояй-Яха) — река в России, протекает по Ямало-Ненецкому АО. Устье реки находится в 48 км по правому берегу реки Пуритей. Длина реки составляет 23 км.

## Данные водного реестра
По данным государственного водного реестра России относится к Нижнеобскому бассейновому округу, водохозяйственный участок реки — Пур, речной подбассейн реки — подбассейн отсутствует. Речной бассейн реки — Пур.
Код объекта в государственном водном реестре — 15040000112115300056926.